# Mocsári sodrómoly
A mocsári sodrómoly (Pandemis dumetana) a valódi lepkék (Glossata) alrendjébe tartozó sodrómolyfélék (Tortricidae) családjának egyik, hazánkban is honos faja.

## Elterjedése, élőhelye
Közép-Európából, Litvániából, az Urálból, Dél-Oroszországból, Dalmáciából, Koreából, Japánból és Északnyugat-Indiából írták le. Hazánkban az ország melegebb, szárazabb részein gyakoribb, mint más vidékeken.

## Megjelenése
Sötétbarna színű lepke, aminek mintázata még az alapszínnél is sötétebb. A szárny fesztávolsága 18–22 mm.

## Életmódja
Hazánkban évente két nemzedéke fejlődik ki; a fejletlen hernyók telelnek át. Amint az átlaghőmérséklet eléri a +10 °C-ot, a hernyók felélednek. Június elején, összeszőtt levelek között alakulnak bábbá. A lepkék első nemzedéke júniusban–július elején rajzik, és a nyári hernyók júliusban–augusztus elején táplálkoznak. A lepkék második nemzedéke augusztus–szeptemberben rajzik.
A meglehetősen polifág hernyók számos megjelenhetnek gyümölcsfán:
- alma,
- körte,
- szilva,
- mandula,
- őszibarack,
- cseresznye,
- meggy,

továbbá egyes lágy szárúakon:
- szamóca,
- csalán,
- macskagyökér,
- vérfű;

sőt, a tölgy és a szeder is lehet tápnövényük.
A hernyók fő kártétele a levelek rágása. A leveleket szövedék védelmében hámozgatják, nemcsak összeszövik és behajtogatják a levéllemezeket, de át is lyuggatják azokat. Az áttelelő nemzedék hernyói tavasszal gyakran átrágják a virágzat szárát, amitől a virágok lehervadnak.

## Névváltozatok
- nagy szamócasodró